# 乌克兰青年列宁主义共产主义联盟

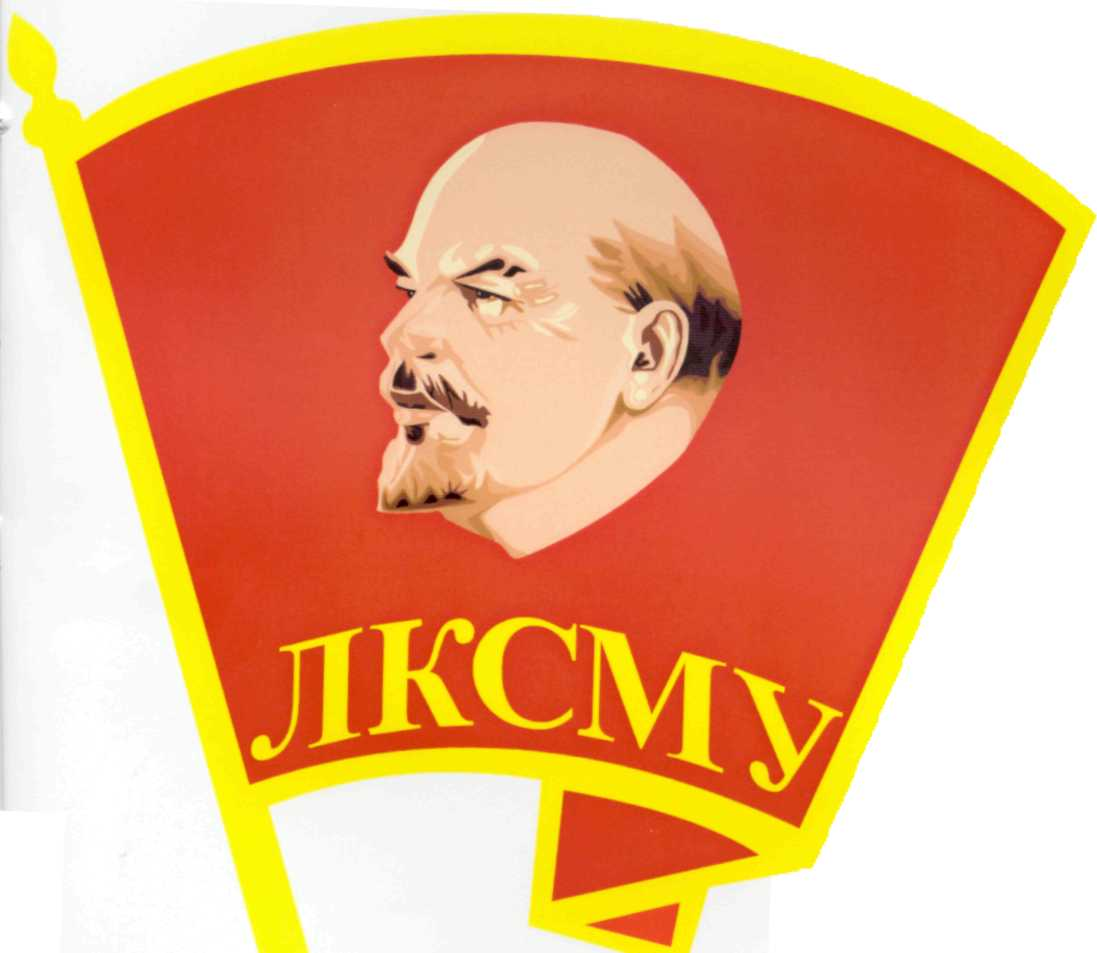
乌克兰青年列宁主义共产主义联盟标志

乌克兰青年列宁主义共产主义联盟（烏克蘭語：Ле́нінська Комуністи́чна Спі́лка Мо́лоді Украї́ни），简称乌克兰共青团（ЛКСМУ），是乌克兰的一个已不存在的青年组织。该组织成立于1919年6月26日，当时取名为乌克兰劳动青年共产主义联盟；后来，改名为青年共产主义联盟；1926年，改名为乌克兰青年列宁主义共产主义联盟。1991年八一九事件后，随着原乌克兰共产党被乌克兰当局禁止活动，该组织也相应解散。1997年，该组织重建，作为1993年成立的乌克兰共产党的青年翼。该组织以马克思列宁主义为指导思想。该组织的领袖是米哈伊洛·科諾諾維奇。该组织是左翼反对派和世界民主青年联盟的成员。该组织的口号是“同志，一起把基辅军政府扔出去！”2022年7月6日，该组织正式被烏克蘭政府取缔。